# L'Ennemi intime (téléfilm)
Pour les articles homonymes, voir L'Ennemi intime.
L'Ennemi intime est un téléfilm documentaire français réalisé par Patrick Rotman en 2002 pour le compte de la chaîne de télévision française France 3.

## Sujet du documentaire
Ce documentaire traite de la guerre d'Algérie. Il montre l'engrenage des violences de part et d'autre, et comporte des témoignages d'anciens combattants reconnaissant avoir commis des exactions sur les populations locales,,,.
Il a été diffusé notamment en 2002 à la télévision lors du quarantième anniversaire des accords d'Évian.

## Sélection
- Festival international de programmes audiovisuels documentaires de Biarritz 2003[6]

## Le documentaire et la fiction
Quelques années plus tard, Patrick Rotman, auteur de ce documentaire, écrit le scénario d'un film de guerre, une fiction cette fois, portant le même titre, L'Ennemi intime, réalisé par Florent-Emilio Siri et sorti en 2007. C'est Benoît Magimel qui a fait se rencontrer Patrick Rotman et Florent-Emilio Siri.